# День работников дипломатической службы Украины
День рабо́тников дипломати́ческой слу́жбы (укр. День працівників дипломатичної служби) — национальный профессиональный праздник украинских дипломатов и сотрудников дипмиссий, посольств и консульств страны, который отмечается на Украине ежегодно 22 декабря.
«День работников дипломатической службы» появился в украинском официальном календаре в 2005 году, после того, как 21 ноября 2005 года в Киеве третий президент Украины Виктор Андреевич Ющенко, «учитывая важную роль работников дипломатической службы Украины в поддержании мирного и взаимовыгодного сотрудничества Украины с членами международного сообщества, обеспечении при этом национальных интересов и безопасности Украины, а также защите прав и интересов граждан и юридических лиц Украины за рубежом», подписал Указ № 1639/2005 «О Дне работников дипломатической службы Украины», который предписывал «Установить на Украине профессиональный праздник — День работников дипломатической службы, который отмечать ежегодно 22 декабря».
Дата для проведения этого праздники была выбрана главой государства не случайно. Именно в этот день, 22 декабря, в 1917 году в Украинской народной республике по распоряжению её правительства был учреждён Генеральный секретариат международных дел (предтеча Министерства иностранных дел Украины), после того, как был утверждён «Законопроект о создании Генерального секретариата международных дел».
День работников дипломатической службы не является на Украине нерабочим днём если, в зависимости от года, не выпадает на выходной.